# Maksim Kowalewski
Maksim Maksimowicz Kowalewski (ros. Максим Максимович Ковалевский; ur. 27 sierpnia?/8 września 1851, zm. 23 marca?/5 kwietnia 1916 w Piotrogrodzie) – rosyjski prawnik, historyk, socjolog, etnograf i aktywista polityczny. Należał do najsłynniejszych przedstawicieli europejskiej szkoły ewolucjonistycznej w socjologii oraz antropologii. Najznaczniejszy wśród rosyjskich pozytywistów. W 1912 roku uzyskał nominację do Pokojowej Nagrody Nobla.

## Życie
Kowalewski urodził się w zamożnej rodzinie ziemiańskiej z guberni charkowskiej . Do gimnazjum uczęszczał w wówczas rosyjskim Charkowie. Po ukończeniu gimnazjum wstąpił na Wydział Prawa Cesarskiego Uniwersytetu Charkowskiego, gdzie pof wpływem Dmitrija Kaczenowskiego zabrał się do studiowania historii instytucji angielskich . Zajmował się przede wszystkim studiowaniem rosyjskiej prowincji, historią wsi rosyjskiej i stanem rosyjskiej gospodarki. Porównywał zachodnioeuropejskie i wschodnioeuropejskie rolnictwo w epoce feudalnej oraz badał dzieje gospodarcze przedkapitalistycznej Europy. W latach 1877–1878 pracował jako profesor na Uniwersytecie Moskiewskim, gdzie m.in. prowadził badania nad kulturą góralskich grup etnicznych północnego Kaukazu. Był jednym z założycieli Moskiewskiego Towarzystwa Psychologicznego (1884). W okresie od 1887 do 1905 r. przebywał w Paryżu. Należał do założycieli Rosyjskiej Szkoły Nauk Społecznych w Paryżu, otwartej w 1901 roku. Za granicą nawiązał przyjacielskie stosunki m.in. z Fryderykiem Engelsem i Karolem Marksem. W 1889 r. został członkiem Petersburskiej Akademii Nauk.
W 1908 roku Kowalewski założył w Rosji Partię Postępu (ros. Прогрессивная партия) i został wybrany na członka Dumy Państwowej. W 1912 roku uzyskał nominację do Pokojowej Nagrody Nobla.

## Dzieło
- 1877 – История полицейской администрации в английских графствах с древнейших времен до смерти Эдуарда I (praca magisterska).
- 1890 – Tableau des origines et de l’évolution de la famille et de la propriété (Sztokholm).
- 1895–1899 – Происхождение современной демократии, 4 tomy.
- 1898 – Le Régime Economique de la Russie (Paryż: Bibliothèque Sociologique Internationale, vol. XIV, V. Giard & E. Brière).
- 1901–1909 – Die ökonomische Entwicklung Europas bis zum Beginn der kapitalistischen Wirtschaftsform, 4 tomy (Berlin: Prager).

### Wydania pośmiertne
- Modern Customs and Ancient Laws of Russia. yale.edu. [zarchiwizowane z tego adresu (2008-03-13)]. Union, N.J.: Lawbook Exchange, 2000. ISBN=978-1584770176